# 毕马威
毕马威（KPMG，簡寫自）是以會計業務為中心的大型國際專業服務網絡，為四大国际会计师事务所之一，主要提供审计、税务、管理咨询及法律服務。總部設於荷蘭，在全球逾144个国家或者地区设有分支机构，員工總數達236,000人。毕马威於2020會計年度，实现292.2亿美元的收入。

## 命名來由
這個名稱，取名自合并前四家會計事務所創辦人的姓氏。
- ：皮特‧克莱恩费尔德（Piet Klijnveld），於1917年在阿姆斯特丹成立。
- ：威廉‧巴克萊‧皮特（William Barclay Peat），於1870年在倫敦成立。
- ：詹姆斯‧马威克 （James Marwick），於1897年，和羅杰‧米切尔（Roger Mitchell）在紐約市成立。
- ：赖因哈德·格德勒（英语：Reinhard Goerdeler），於1897年在德國創立，反纳粹人士卡尔·格德勒之子，對四家公司的合併有著重大的貢獻，並在合併後出任主席。

至於中文譯名「畢馬威」來自1991年起公司名稱（KPMG Peat Marwick，及後於1995年縮寫回現稱）後半部分的譯音，亦是现在公司缩写KPMG中P和M的全称含义。

## 沿革

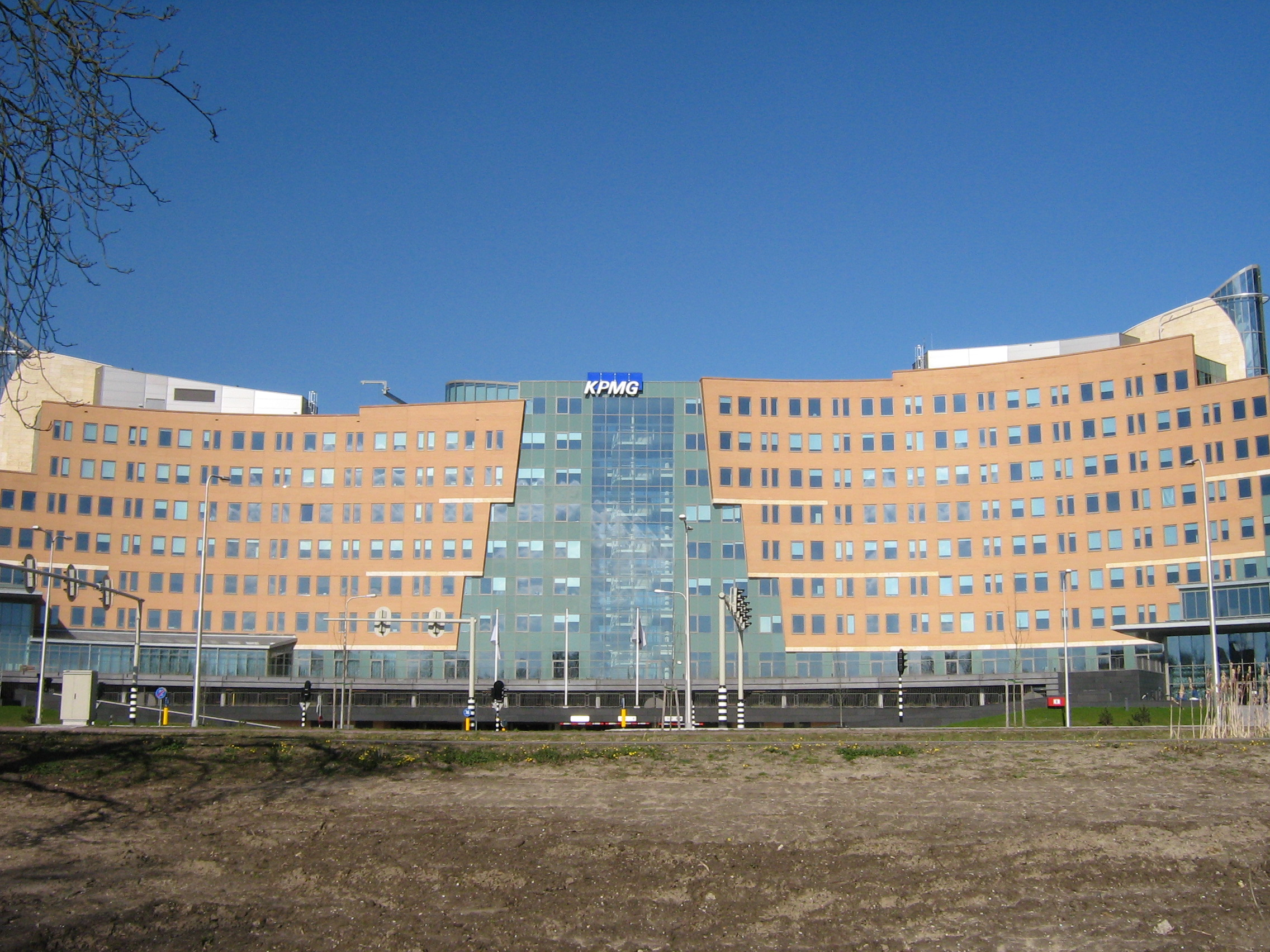
阿姆斯特爾芬畢馬威總部大樓

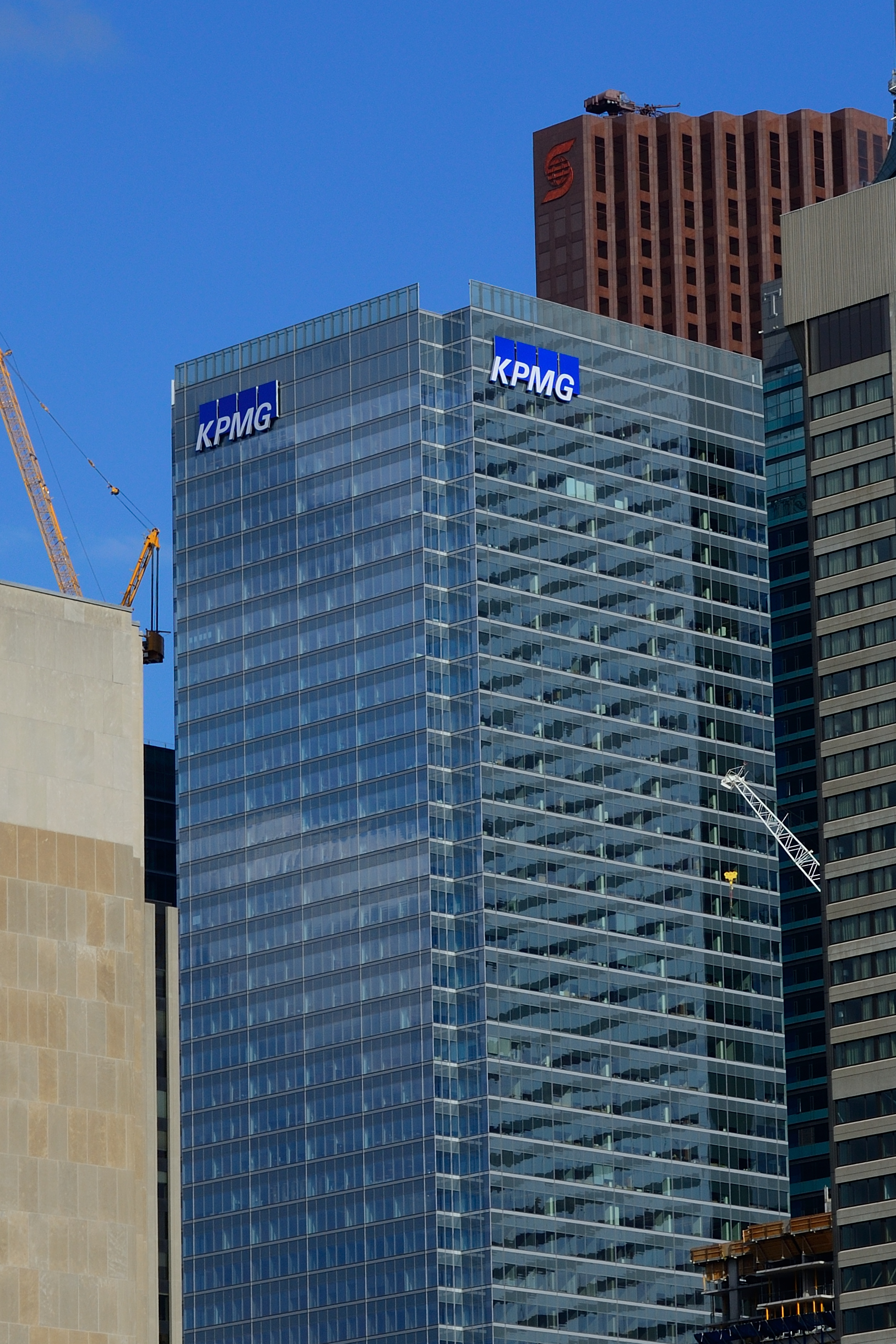
多倫多畢馬威大樓

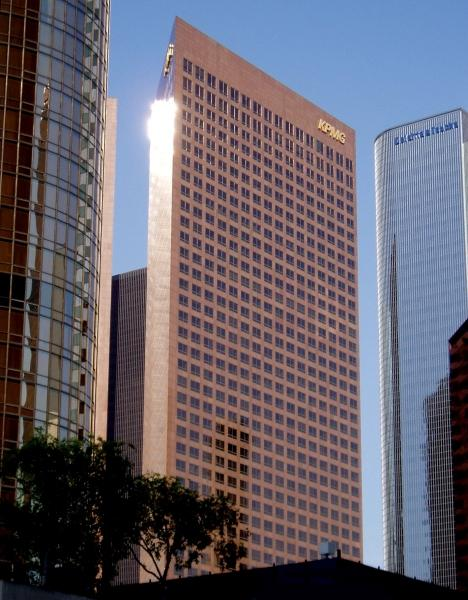
洛杉磯畢馬威大樓

### 早期
毕马威的前身最早可以追溯到1870年，威廉·巴克萊·皮特在伦敦创立了一家会计师事务所。1877年，汤姆森·麦克林托克（Thomson McLintock）在格拉斯哥开办了一家会计师事务所。在1925年，威廉·巴克莱·皮特公司和马威克·密卓尔公司（Marwick Mitchell）合并成为后来为人熟知的毕马威（Peat Marwick）。
在1917年，皮特·克莱恩费尔德和克赖恩霍夫（Jaap Kraayenhof）在阿姆斯特丹创立了一家会计师事务所。

### 并购
（为阅读方便，1995年后的KPMG统称为毕马威。）
1979年，汤姆森·麦克林托克公司改组为KMG，由一家只在本国开展业务的公司，变革为一家开展国际业务的跨国企业。随后在1987年，KMG与毕马威在美国合并成为了现在的KPMG，而在英国，合并后的公司叫做毕马威-麦克林托克公司。
1990年，这两个分公司统一名称为“KPMG-毕马威-麦克林托克”；但在1991年，他们又更名为“KPMG-毕马威”；最终在1995年，该公司正式定名为“KPMG”。
1997年，毕马威和安永曾经共同宣布他们将合并，此举意在对抗普华和永道的合并。然而最后，普华永道的合并得到了批准，而毕马威和安永的合并则不了了之。

### 近期历史
2001年，毕马威通过IPO剥离了自己旗下的咨询公司，也就是后来为人所知的毕博公司。而英国和荷兰的咨询部门则在2002年出售给了源讯（當時稱“Atos Origin”）。2003年，毕马威又剥离了自己的法律部门，将他们出售给了FTI咨詢。
2007年10月，毕马威合并了它在英国、德国、瑞士和列支敦士登的子公司。约翰·格里菲斯-琼斯与拉尔夫·诺能马歇尔成为了公司的共同主席。
2008年12月，由毕马威负责审计的特里蒙特集团的基金在麦道夫策划的“庞氏骗局”当中损失至少23.7亿美元。因此毕马威遭到了投资者的集体诉讼。
2009年1月14日，毕马威和德勤一起取代了普华永道，成为了印度IT厂商萨蒂扬电脑服务公司（Satyam Computer Services）的审计事务所。但是，印度特许会计师协会提出了异议，因为毕马威并未在该协会正式注册。

## 服务类型
毕马威提供下述专业服务：
- 审计：法定审计和金融审计
- 税务：商务及个人税务服务
- 咨询：毕马威的顾问服务主要分为三大主题（成长、控制和效益）和九类具体服务：
  1. 会计咨询服务
  2. 商务绩效服务
  3. 公司财务
  4. 金融风险控制
  5. 取证
  6. 内部审计
  7. 信息技术咨询
  8. 结构调整
  9. 并购咨询

## 业务分布

### 大中華區加盟所
以下列出畢馬威大中華區的加盟會計師事務所，各加盟所在法律上為獨立個體：
臺灣
- 安侯建業聯合會計師事務所 （會計師法規定之聯合會計師事務所）

中國大陸地區
- 毕马威华振会计师事务所 (特殊普通合伙)

港澳地區
- 畢馬威會計師事務所[17]

## 主要客户
由于银行业客户众多，故有“银行家会计师”之称。

### 主要国际客户
毕马威作为大型独立审计机构拥有许多知名客户：
- 咨询业：埃森哲、FTI咨询公司（英语：FTI Consulting）、加德纳、绍尔集团（英语：Shaw Group）
- 建筑及不动产：英国艾铭、Carillion建筑公司（英语：Carillion）、CB-理查德·埃利斯、KBR（英语：Kellogg、Brown & Root）、LLC、礼顿控股、列克星敦房地产信托公司、迪斯曼斯派尔、仲量联行、Mirvac（英语：Mirvac）、ARA資產管理
- 能源业：加德士、西提戈、戴文能源、哈里伯顿、哈士奇、科威特石油公司、卢克石油公司、墨菲石油公司、西方石油公司、巴西石油股份、依赖能源、TransCanada Pipelines（英语：TransCanada Pipelines）、巴列洛能源公司、通用电气、蒙古礦業
- 金融服务业：AIB、安泰、安联股份公司、澳新银行、蒙特利尔银行、美国纽约银行梅隆公司、花旗集团、欧洲气候交易所、瑞信、德意志银行、德国证券交易所、德累斯顿银行、富达全国金融、富达国民信息服务、第一共和银行、澳大利亚保险集团、国际商业银行、伊藤忠商事、HBOS、莱格梅森、美国万通金融集团、穆迪、慕尼黑再保险公司、全国互助保险公司、北方信托、Old Mutual、欧力士、奥本海默基金、永久股份有限公司、保德信、Postfinance、雷蒙·詹姆斯财务、所罗门美邦、渣打银行、旅行者公司、Visa、瓦霍维亚、富国银行、印度工业信贷投资、荷兰银行、荷蘭商業銀行、華僑銀行、巴克萊銀行、匯豐銀行、高盛
- 政府、教育，以及其他非牟利机构：乔治亚彩票、圣玛丽大学、圣克拉拉大学、CPS能源、圣安东尼奥市政府、得克萨斯州、伊利诺伊州、芝加哥大学、美国国土安全部、美国司法部、美国能源部、美国内政部、新泽西州、美国人事管理办公室、美国财政部、印度胜利管理教育学院，约翰·霍普金斯大学、杜克大学、證券及期貨事務監察委員會、獨立監察警方處理投訴委員會、香港出口信用保險局、维基媒体基金会
- 医疗机构：安塞尔、凯泽基金会、Res-Care、普罗维登斯医疗系统、瑞典卫生服务、奥本山医院、健康合作伙伴、Medstar、马里兰大学医疗系统、萊佛士醫療集團
- 酒店业：凯悦集团
- 制造业：旭硝子、巴斯夫、建材控股公司、BMW、Boral、Cemex、戴姆勒、新義發企業、Greatpac、本田、Jabil Circuit、小松有限公司、松下电器、三菱电机、Navistar国际、韦尔、住友集团、蒂森克虏伯股份公司、惠好、莊信萬豐、恩系控股、菲仕蘭康柏尼
- 传媒业：英国广播公司、贝塔斯曼、独立电视台、新城国际、国家地理学会、NBC环球、R.H. Donnelley、RealNetworks、世嘉、索尼BMG音乐娱乐公司、太阳时报媒体集团、沃尔特斯·克鲁维尔、维珍集团、英國第四頻道公司
- 采矿业：必和必拓、俄罗斯铝业公司、浦項鋼鐵
- 制药业：辉瑞
- 零售业：阿尔贝托-卡尔弗、Arla、朝日啤酒、英国联合食品、汉堡王、嘉吉、嘉士伯、家乐福、康尼格拉食品、好市多、达登餐厅、帝亚吉欧、联邦百货、Jack in the Box、J.C. Penney、通用磨坊、古德曼·菲尔德、孩之宝、喜力、Hooters、梅西公司、莫霍克工业、芝加哥莫顿公司、雀巢、Netflix、Office Max（英语：Office Max）、百事可乐、Publix超市（英语：Publix）、R.J.雷诺烟草、露丝的克里斯牛排、Seaboard（英语：Seaboard）、资生堂、Supervalu（英语：Supervalu (United States)）、好时、家得宝、枫叶食品公司、温迪克斯超市、百胜、仟湖漁業、高鑫零售、昇菘集團、亨得利控股
- 高科技行业：奥多比系统、华为、苹果电脑、应用材料、贝克曼·库尔特、波士顿科学公司、博通公司、蔡司公司、CA公司、Cerner、CNET、杜比实验室、美国艺电、电子数据系统、爱立信、LG、摩托罗拉、美国国家半导体、Navteq、北电、奥林巴斯、飞利浦、三星、Sanmina-SCI、SXC健康解决方案、赛门铁克、TDK、TiVO、WebEx、VeriSign、Infosys
- 电信业：大东电报局、世纪电讯、边际通信公司、Embarq、新西兰电信公司、日本電信電話、NTT DoCoMo、NTT DataRogers通信、SprintNextel、奎斯特、Cablevision
- 旅游及物流行业：法国航空公司、阿拉斯加航空公司、美铁、韩亚航空公司、Brink's、easyJet、不列颠铁路公司、长荣航空、边疆航空、荷兰皇家航空公司、诺福克南方铁路、瑞安航空、全美航空、西捷航空、澳航

該事務所大中华地區客戶包括：香港金融管理局、證券及期貨事務監察委員會、蘇黎世金融服務集團、瑞士信貸銀行、德意志銀行、香港電燈、電能實業、歲寶百貨、花旗銀行、國泰航空公司、中国南方航空公司、中信銀行、东亚银行、中國電信、港鐵公司、中國石化、英國保誠、招商銀行、九龍倉、會德豐地產、會德豐、中聯重科、大昌集團、香港上海大酒店有限公司、恒基地產、恒隆集團、中國神華、永隆銀行、永暉焦煤、圣戈班、林德、斯凯孚、地中海貧血兒童基金、香港公益金、香港存款保障委員會等企業及法定團體。

## 员工
毕马威美国分所被认为是对于母亲上班族最好的十家企业之一。这里同时也是财富杂志百家雇主当中排名第71的企业。同时，毕马威也是《Training》杂志在125家企业中评选出的五佳员工培训企业。
根据College Grad.com的统计，毕马威是美国大学生心目当中“四大”里的最佳雇主。2008年，这家企业又被推选为“五十大职业生涯起步企业”之一。
毕马威也荣获了《时代周刊》评选的2008年最佳雇主。这也是它连续第四年进入该评比的前三名。但是也有传言说，加入可以在评比中取得好的名次，参与调查的员工可以得到额外的两天假期。有人质疑，这种做法会影响评选的客观性。
在金融危机的影响下，毕马威于2009年开始试行4天工作制，这也是为了避免大规模的裁员。但即便如此，仍有超过100名员工被辞退。其中有一些员工指责公司并未能及时宣布裁员的信息。
2008年10月，毕马威被加拿大传媒集团授予“加拿大100大雇主头衔”。该月晚些时候，这家企业又被《多伦多星报》评为了“多伦多最佳雇主”之一。

## 赞助
2008年2月，毕马威与著名高尔夫球手菲尔·米克尔森签订了三年的赞助合同。作为协议的一部分，米克尔森需要在一切与高尔夫球有关的活动中戴标有“KPMG”标志的帽子。

## 知名雇员

### 商界
- 玛格丽特·杰克逊 - 澳航董事局主席（2000-2007）
- 悉德·凯斯勒 - 企业家
- 迈克尔·奥里瑞 - 瑞安航空CEO（1994-现在）
- 扎林·帕特尔 - 英国广播公司CFO
- 科林·沙曼 - 英傑華董事局主席（2006-现在）
- 克里·安德森 - 温迪国际总裁（2007 - 现在）

### 政界
- 史蒂夫·布莱克斯 - 澳大利亞維多利亞州州長（1999-2007）
- 杰里·芬尼尔 - 美国加州尼亚德尔马市长（2004-现在）
- 尼克·吉布 - 英国国会议员（1997-现在）
- 马克·哈普 - 英国国会议员（2005-现在）
- 迈克尔·赫斯特 - 英国国会议员（1983-87）
- 何厚铧 - 澳门特首（1999-2009）
- 格林·佩里 - 美国证券和交易委员会执法部门首席会计师（1982-1984）[25]
- 陆克文 - 澳大利亚总理（2007-2010）
- 丽塔·韦丹柯 - 荷兰移民部部长（2003–2007）
- 萨尔曼·塔瑟尔 - 巴基斯坦旁遮普省省长（2008-现在）
- 李慧琼 - 香港立法會議員（1999-2013）[26]
- 梁凱晴 - 香港觀塘區議會月華選區議員（2017-2020）

### 其他
- 莱斯利·法拉尔 - 查尔斯王储的财务顾问
- 穆萨·哈立德 - 温和穆斯林布道者
- 布鲁斯·马歇尔 - 作家
- 迈克尔·皮特 - 查尔斯王储首席私人秘书
- 内特·希尔 - PECOTA棒球投影系统的发明人[27]、政策类博客网站FiveThirtyEight.com创始人。
- 保罗·提斯岱尔 - 前足球运动员
- 卡特里娜·尤先科 - 前乌克兰总统尤先科的夫人
- 伯纳德·阿维夏 - 作家
- 保罗·莱波斯坦 - 演员
- 吉比·海恩斯 - 流行歌手
- 巴里·赫恩 - 体育企业家